# Podium denticulatum
Podium denticulatum är en biart som beskrevs av Frederick Smith 1856.
Podium denticulatum ingår i släktet Podium och familjen grävsteklar. Inga underarter finns listade i Catalogue of Life.